# I’m Awake Now
I’m Awake Now – utwór amerykańskiego zespołu alternatywnego Goo Goo Dolls z 1991, skomponowany przez gitarzystę i wokalistę grupy, Johnny’ego Rzeznika, na ścieżkę dźwiękową szóstej części Koszmaru z ulicy Wiązów, zatytułowanej Freddy nie żyje: Koniec koszmaru. Jest to pierwsza kompozycja formacji napisana do filmu i druga (po „There You Are”), która ukazała się na singlu.
Piosenkę zawiera także kompilacyjny album zespołu z 2008 pt. Greatest Hits Volume Two: B-sides & Rarities.

## Spis utworów na singlu
1. „I’m Awake Now” – 3:33